# Riviera (huyện)

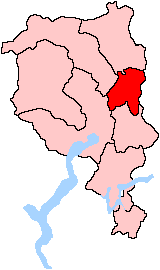
Huyện Riviera trong bang Ticino

Huyện Riviera là một huyện thuộc bang Ticino ở Thụy Sĩ. Thủ phủ là Biasca.
Huyện này có diện tích 166,4 km², dân số năm 2007 là 12.193 người.

## Các đạo và đô thị
- Các đạo của Riviera: Osogna, Biasca, Cresciano, Claro, Iragna, Lodrino.